# Otto Osthoff
Otto Osthoff (* 6. März 1906 in Barmen; † 1. April 1957 in Frankfurt am Main) war ein deutscher Schauspieler, Regisseur, Mitbegründer und Leiter der Münchner Schaubude und Herausgeber der beiden Zeitschriften Das literarische Kabarett und Die ewige Komödie.

## Leben
Otto Osthoff wurde im Alter von drei Jahren Halbwaise, da sein gleichnamiger Vater im Alter von 32 Jahren verstarb. Er besuchte das Gymnasium Sedanstraße und das staatliche Realgymnasium Elberfeld. In den Jahren 1924 und 1925 bemühte sich Osthoff am Schauspielhaus Düsseldorf (Privattheater von Louise Dumont und Gustav Lindemann) um einen Ausbildungsplatz an der dort angegliederten Hochschule für Bühnenkunst. Der Ausbildungsvertrag kam nach der Korrespondenz, die im Theatermuseum vorliegt, nicht zustande. In der Spielzeit 1925/26 spielte er jedoch Chargen am Stadttheater Düsseldorf.

### Spielzeiten 1935–1939 in Hannover und Breslau
Im August 1934 zog Osthoff mit seinem Freund Siegfried Lowitz aus Mainz kommend nach Hannover. Dort spielte er in den Jahren 1935 bis 1936 an den Städtischen Bühnen in Stücken von Oscar Wilde, Heinrich Zerkaulen und Friedrich Schiller. 1936 wechselte er mit Vertrag als „Jugendlicher Held und Liebhaber“ an die Städtischen Bühnen in Breslau, von wo er im Dezember 1938 nach Karlsbad und vom 1. Januar 1939 bis 28. Februar 1939 nach Wien beurlaubt wurde. Entgegen der ausführlichen Beschreibung in der Autobiografie von Siegfried Lowitz, konnte das Theaterarchiv in Wrocław nicht bestätigen, dass dieser ebenso wie Otto Osthoff am Theater in Breslau engagiert gewesen war.

## Münchner Kammerspiele, Gründung der Münchner Schaubude
Nachdem Otto Osthoff 1941–1948 an den Münchner Kammerspielen im Ensemble Otto Falckenbergs mitwirkte, wagte er am 15. August 1945 in den seit Kriegsende von den Amerikanern als Kino und Varieté benutzten Münchner Kammerspielen mit der „Schaubude“ den „Ersten Schritt“, wie der beziehungsvolle Programmtitel hieß. Am 21. April 1946 begann er zusammen mit Rudolf Schündler das „Provisorium mit sehr viel Tanz, mit vielen Anleihen bei der Weltliteratur und doch mit dem ersten energischen Willen zur verantwortungsbewussten Aktualität, zum politischen Kabarett. Und dieser Schritt fand so viel Anklang, dass sich beste deutsche Köpfe: Autoren, Komponisten, Schauspieler bereit erklärten, mit uns zu marschieren, nach zwölf Jahren der Tarnung, der Charakterlosigkeit, zu diesem Propagandamarsch für die junge Demokratie …“
Otto Osthoff versuchte auch pragmatische Ziele zu erreichen, indem er forderte, dass die „für Unterhaltungsstätten wie Kabaretts, Zirkus und Stripteaselokale übliche ‚Vergnügungssteuer‘ von 20 % Einnahmen für die Schaubude auf die für Theater übliche Summe von 5 % gesenkt würde“.  So Gwendolyn von Ambesser in ihrem Buch „Schaubudenzauber“, in dem eine Fotografie von Osthoff abgebildet ist, wie er als „Teng“ zusammen mit Sepp Nick und Bum Krüger im Jahre 1946 in dem Stück „In 2000 Jahren ist alles vorbei“ auftrat.
Als Filmschauspieler wirkte Otto Osthoff 1942 in dem heute verschollenen Dokumentarfilm „Die See ruft“ von Hans Fritz Köllner mit.

### Herausgeber der Zeitschriften „Das literarische Kabarett“ und „Ewige Komödie“
In den Jahren 1946 und 1947 brachte Otto Osthoff zwei Zeitschriften heraus, in denen Kunstschaffende aus dem Umkreis der Münchner Schaubude Beiträge lieferten, aber auch Werke verstorbener Künstler wie Frank Wedekind oder Christian Morgenstern zitiert wurden. Die zahlreichen Illustrationen stammten von Dorul van der Heide.
Karljakob Hirsch Karl Jakob Hirsch schildert beispielsweise in Band 2 des „Literarischen Kabaretts“ in dem Beitrag „Kabarett in der Emigration“, wie Kleinkunst bis 1933 in Deutschland auf einem hohen geistigen Niveau stattfand und zitiert Carl von Ossietzky, der ihm kurz vor seiner Verhaftung sagte: „Man kann nicht über die Grenze ins Land hineinschimpfen!“

### Skandal in Hamburg
Im Jahre 1951 kam es zu einem Skandal in Hamburg, da Osthoff für das Altona-Theater die staatlich geforderte Garantiesumme an Spenden nicht erreichte und den fehlenden Betrag selbst durch gefälschte Quittungen ergänzte.

Honorarliste des Hörfunksprechers Otto Osthoff – mit Todesdatum 1961 – fast vier Jahre nach seinem Ableben. Sein Honorar ging an den ehemaligen Verteidiger von Eugen Grimminger.

### Hörfunksprecher
Ab etwa 1953 arbeitete Osthoff an zahlreichen Hörspielen in den ARD-Anstalten mit. Hierbei fällt auf, dass er in den Honorarlisten des Hessischen Rundfunks in Frankfurt erst zum Januar 1961 – also fast vier Jahre nach seinem Todesdatum – als verstorben eingetragen wurde.
Bereits 1948 gehörte er zu den Hauptdarstellern in dem Hörspiel Sturm im Wasserglas, das vom BR unter der Regie von Fritz Benscher produziert wurde. Zu seinen Partnern gehörten unter anderen Rudolf Vogel und Annemarie Cordes.